# Харпун
Харпун је дуго копље који се користи за риболов или за лов на морске животиње као што су китови. Харпун се испаљује у животињу, а затим се конопцем или ланцем везаним за крај харпуна ловина привлачи на брод.

## Историја
Харпун се у прошлости израђивао од од кости, рога, слоноваче за лов и риболов. Најчешће се састоји од једног или два реда латералних зубаца, а може имати и перфорирану базу. Јавља се од млађег магдалијена.
Заступљен је у многим епипалеолитским и мезолитским, а типичан је и за неке неолитске и културе каснијих периода.
Оруђе овог типа констатовано је на налазиштима Ђердапа, као и на налазиштима винчанске и старчевачке културе.
Функцију харпуна могли су имати и неки делови композитног оруђа.
Харпун се помиње код грчког историчара Полибија (203 - 120. године п. н. е.), где је у његовор „Историји“ описан као ловачки мач за риболов, са назубченом или раздвојеном главом.
Бакарни харпуни су били познати током антике, а такође и у раним културама Индије и међу Абориџинима који су насељавали Андаманска и Никобарска острва и који су га користили за риболов.
Данас је харпун познат као дугогодишње оруђе за лов на китове.